# Tracy Caulkins
Tracy Caulkins OAM (Winona, Estats Units 1963) és una nedadora nord-americana, ja retirada, guanyadora de tres medalles olímpiques.

## Biografia
Va néixer l'11 de gener de 1963 a la ciutat de Winona, població situada a l'estat de Minnesota. Es casà amb el nedadora i medallista olímpic Mark Stockwell, del qual adoptà el cognom.
L'any 2008 fou nomenada Membre de l'Orde d'Austràlia.

## Carrera esportiva
Especialista en la modalitat d'estils i braça, va participar als 21 anys en els Jocs Olímpics d'Estiu de 1984 realitzats a Los Angeles (Estats Units), on aconseguí guanyar la medalla d'or en les proves dels 200 metres estils, 400 metres estils i relleus 4x100 m. estils, establint un nou rècord olímpic en els 200 m. estils amb un temps de 2:12.64 minuts. També participà en la prova dels 100 m. braça, on finalitzà quart i guanyà així un diploma olímpic.
Al llarg de la seva carrera guanyà vuit medalles en el Campionat del Món de natació, entre elles cinc medalles d'or; nou medalles als Jocs Panamericans, entre elles sis medalles d'or; i tres medalles a la Universíada, totes elles d'or. Així mateix al llarg de la seva carrera aconseguí guanyar quaranta-vui campionats nacionals i establí seixanta-tres rècords nacionals, un rècord encara no superat.